# Pfarrkirche Imst

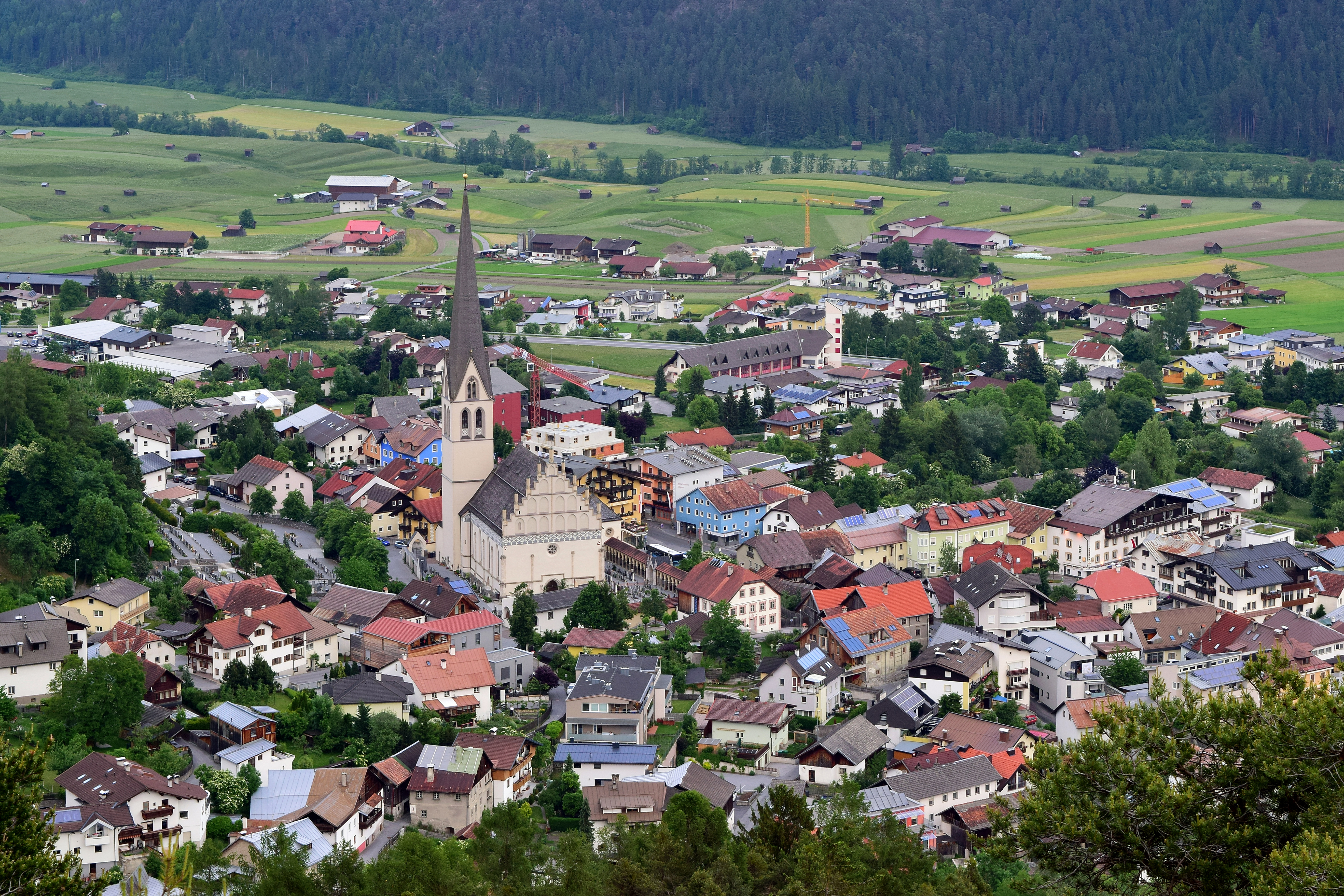
Katholische Pfarrkirche Mariä Himmelfahrt in Imst

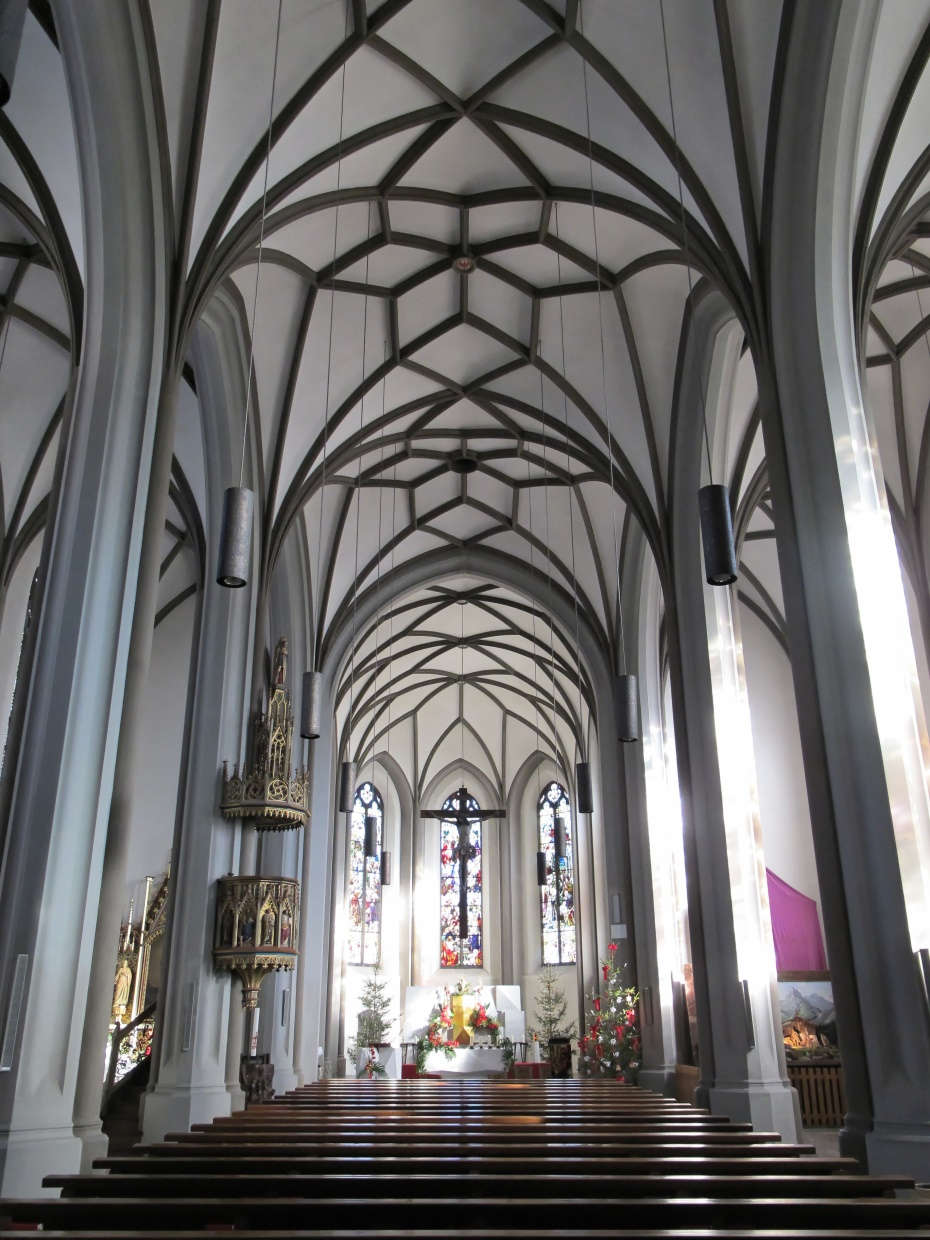
Mittelschiff, Blick zum Chor

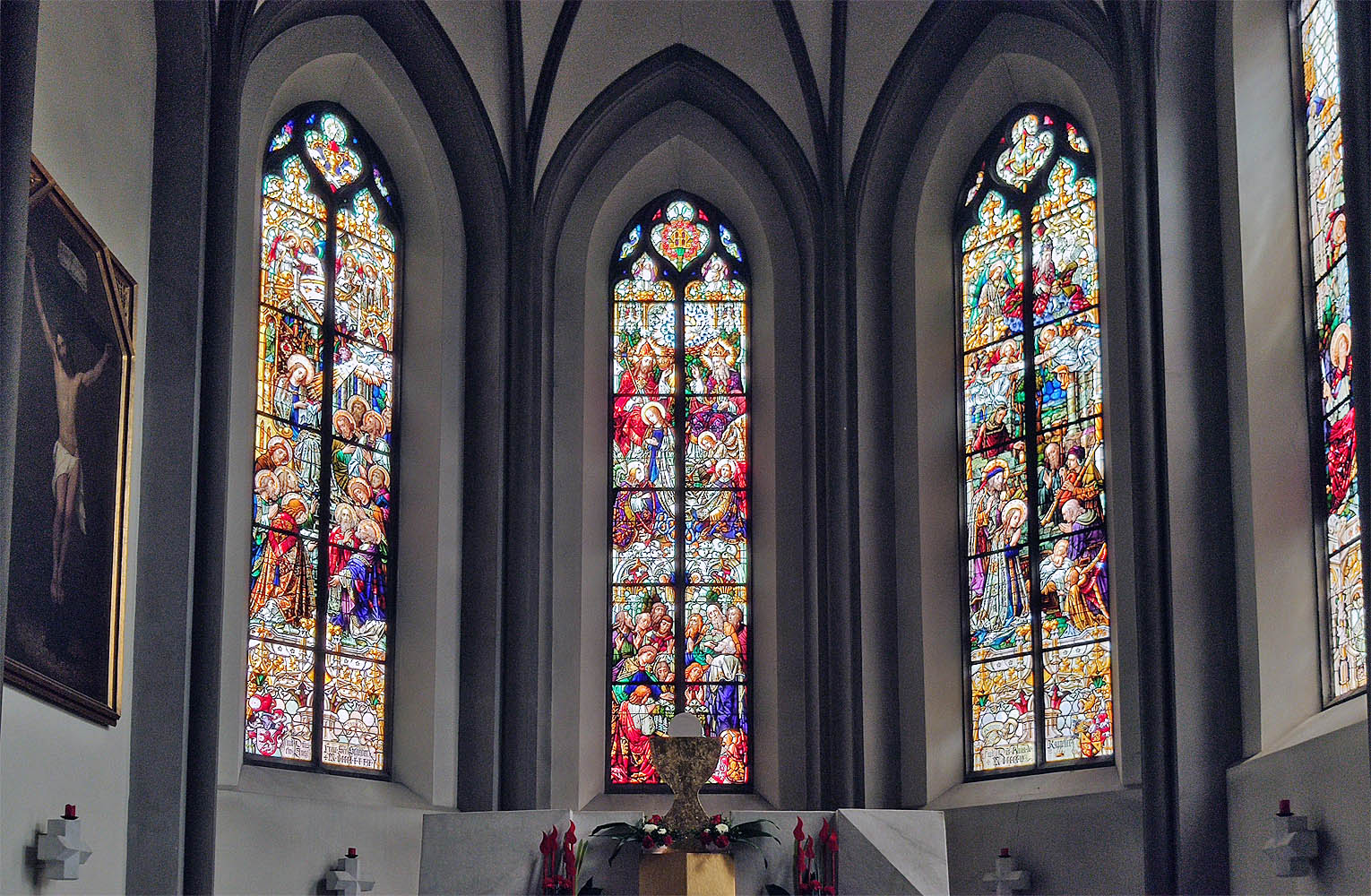
Reich bemalte Chorfenster

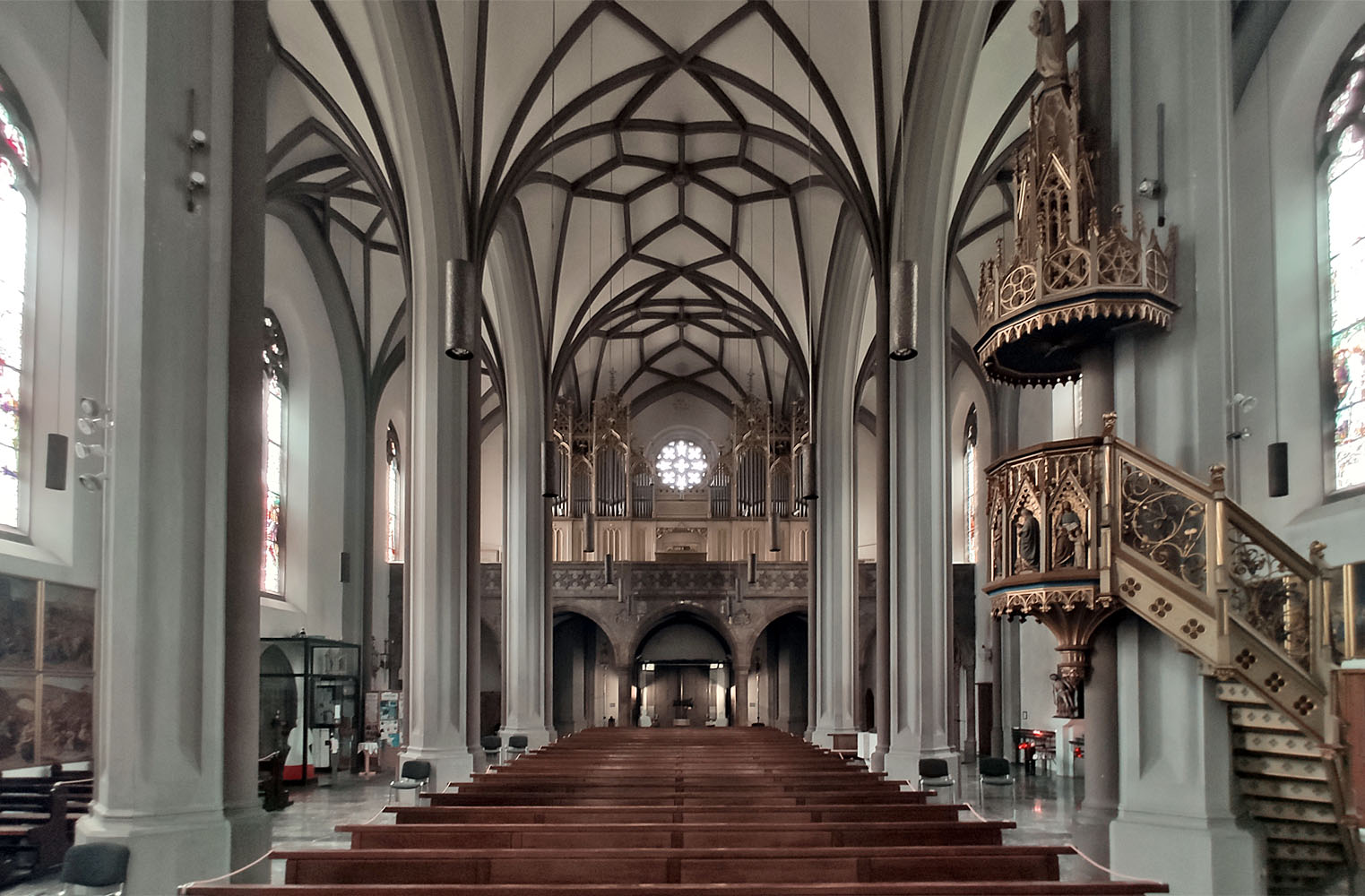
Mittelschiff, Blick zur Orgelempore

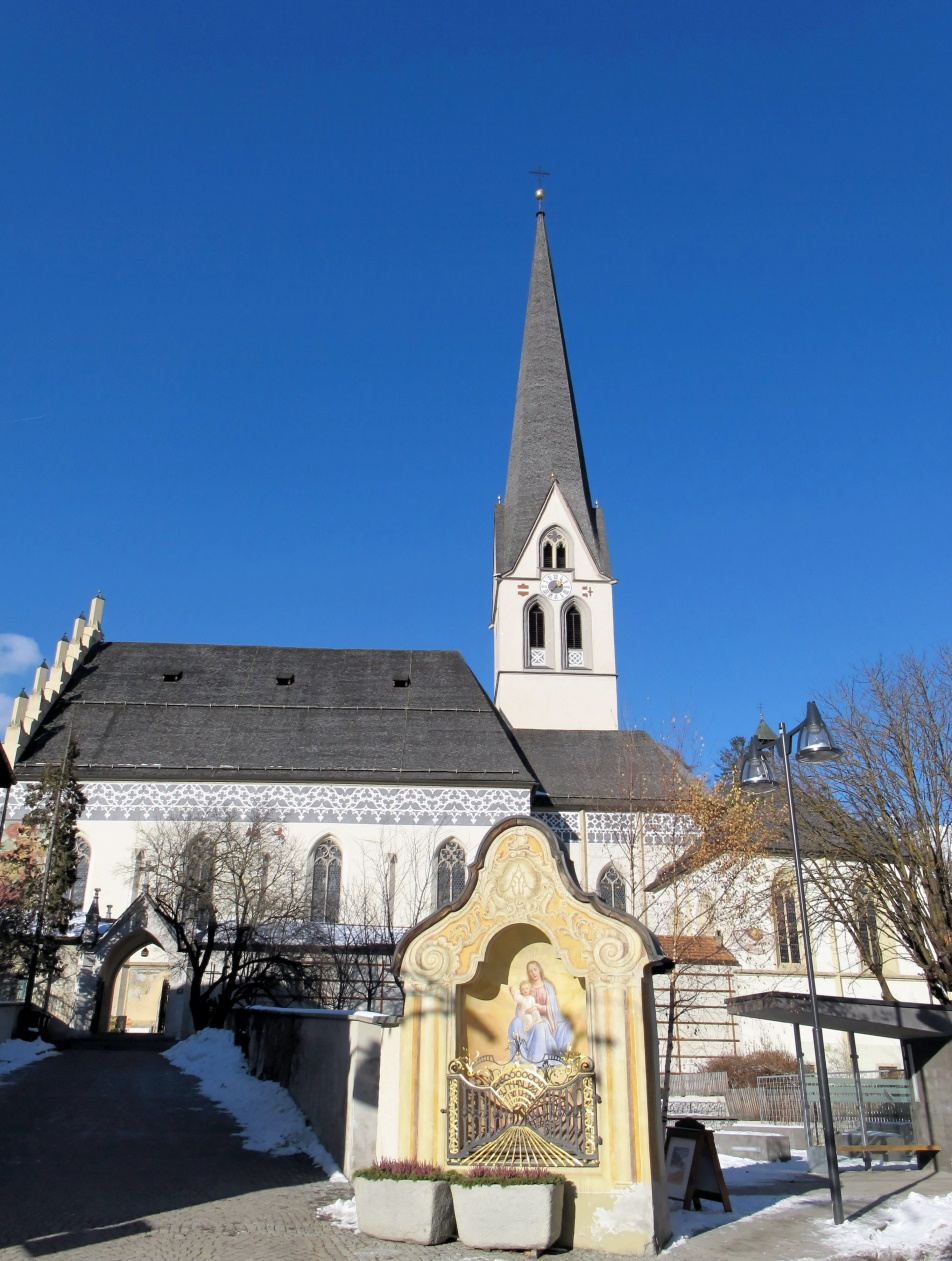
Barocker Nischenbildstock am Aufgang zur Pfarrkirche

Die römisch-katholische Pfarrkirche Imst steht in der nördlichen Oberen Stadt der Stadtgemeinde Imst im Bezirk Imst im Bundesland Tirol. Die dem Patrozinium Mariä Himmelfahrt unterstellte Pfarrkirche gehört zum Dekanat Imst der Diözese Innsbruck. Die Kirche steht unter Denkmalschutz (Listeneintrag).

## Geschichte
Im Jahr 1260 wurde ein Pfarrer urkundlich genannt. 1350 war eine Kirchweihe. Im Jahr 1462 wurde von der Imster Bauhütte mit Meister Heinrich ein Neubau begonnen, 1493 wurde das Langhaus mit Meister Jörg vollendet und geweiht. 
Im Jahr 1780 wurde das Kircheninnere barockisiert. Nach einem Brand 1822 wurde die Kirche 1822 neu eingewölbt. Ende des 19. und Anfang des 20. Jahrhunderts wurden die gotischen Bauteile freigelegt und historisierende Ergänzungen vorgenommen. 1970 wurde die Kirche restauriert.

## Architektur
Die spätgotische, dreischiffige Hallenkirche ist von einem Friedhof umgeben. Der polygonale Chor ist gleich breit wie das Mittelschiff und niedriger als das Langhaus. Der mächtige, 84,5 m hohe Turm, der höchste Tirols, mit einem hohen Spitzhelm steht im nördlichen Choreck. Er hat auf jeder Seite zwei große, gekehlte Spitzbogenfenster und in den Giebeln darüber Zwillingsfenster mit Maßwerk. Östlich des Turmes schließt die Sakristei an. Im Eck von nördlichem Seitenschiff und Turm steht ein Treppenturm. Das Langhaus hat außen Dreiecklisenen bis zu drei Viertel der Mauerhöhe, beim niedrigeren Chor bis zur vollen Höhe. Langhaus und Chor haben ein durchgehendes Sockelgesims, ein Kaffgesims und einen gemalten, breiten Maßwerkfries unter der Traufe. Das Nord- und Südportal haben verstäbte Spitzbogengewände. Die Westfassade hat einen Treppengiebel mit Fialen und spitzbogigen Blendnischen in drei horizontalen Reihen, ein Rosettenfenster und zweistufige Eckstrebepfeiler. Das Westportal von 1908 hat spitzbogiges, mehrfach gekehltes und verstäbtes Gewände.
Die Giebelfassade zeigt links des Tores ein gotisches Wandgemälde hl. Erasmus (um 1520) und rechts Reste einer Kreuztragung und Kreuzigung (um 1500). An der Langhaussüdwand ist ein Christophorusfresko aus 1484, erneuert von dem Maler Thomas Walch. Ebendort Daniel in Landschaft, eine Bergwerkszene, aus dem Ende des 15. Jahrhunderts und das Fragment von Architektur und Landschaft, Reste einer Kreuzigung, aus dem beginnenden 16. Jahrhundert, ein Schmerzensmann (um 1520) und ein Weltgericht (um 1480), an der Ostwand des Langhauses eine Kreuzigung aus dem beginnenden 16. Jahrhundert. An der Südseite des Chores ist eine barocke Malerei Tod des heiligen Josef und Marienkrönung, im 19. Jahrhundert erneuert.
Die dreischiffige, vierjochige Langhaushalle hat im Mittelschiff ein Sternrippengewölbe, im südlichen Seitenschiff ein Zierstern-Rippengewölbe, im nördlichen Seitenschiff ein Parallelrippengewölbe. Die Gewölbe ruhen auf den sechs Pfeilern zwischen dem Langhaus und den Seitenschiffen und den Runddiensten der äußeren Seitenschiffwände. Die Rippen wurden 1909 an den alten Falzspuren rekonstruiert. Die fünfachsige, neugotische Westempore von 1908 ist netzrippenunterwölbt und hat in der Nordecke einen Wendeltreppenaufgang. Der Triumphbogen ist spitzbogig. Der eingezogene, zweijochige Chor hat einen Fünfachtelschluss. Die Fenster in Chor und Langhaus sind zweibahnige Maßwerkfenster.
Die Glasmalereien wurden zwischen 1889 und 1912 eingesetzt: Im Chor die Darstellung von Pfingsten, Himmelfahrt Mariä, Anbetung des Kindes, Maria erscheint Johannes, Mariä Geburt, Verkündigung Mariä. Im Langhaus Darbringung, Vermählung, Heilige Familie mit Josef als Zimmermann, Mariä Tempelgang, Mariä Heimsuchung, Beweinung Christi.

## Einrichtung
Es gibt ein bemerkenswertes spätgotisches Kruzifix von Hans Kels dem Älteren um 1510. Das Bild Himmelfahrt Mariä im Chor malte Martin Alois Stadler. Die Bilder Tod des heiligen Josef und Christus am Kreuz malte 1829 der Maler Josef Arnold der Ältere. Die neugotischen Seitenaltäre tragen Figuren von Franz Xaver Renn. Das linke Altarbild Herz Jesu und das rechte Altarbild malte Johann Gabl (1849).
Die neugotische Kanzel ist aus der zweiten Hälfte des 19. Jahrhunderts. Eine Pietà ist aus dem 17. Jahrhundert. Die Stationsbilder aus der Mitte des 19. Jahrhunderts malte Anton Psenner. Die Vortragestangen sind aus dem 17. bis zum Ende des 18. Jahrhunderts.
Altar, Ambo, Taufstein und Apostelzeichen schuf von 1970 bis 1973 der Maler und Bildhauer Elmar Kopp.

### Glocken
Das Geläut der Stadtpfarrkirche Imst umfasst sechs Glocken, die von der Glockengießerei Grassmayr in Innsbruck gegossen wurden. Fünf Glocken wurden im Jahre 1925 angeschafft, die große Glocke, genannt „Annemarie“, im Jahre 1955.
Die Stimmung der Glocken lautet: H0 cis1 dis1 fis1 gis1 h1.
Bis auf die beiden kleinsten Glocken besitzen alle anderen die in Tirol weit verbreiteten Klöppelfänger.

### Orgel
Die Orgel mit 33 Registern erbaute die die Firma Karl Reinisch im Jahr 1912. Sie wurde 1993 restauriert.

## Grabdenkmäler
- Ein Wappengrabstein nennt den 1495 verstorbenen Walter Hendl.